# AT-PT
Az AT-PT az All Terrain Personal Transport (terepjáró személyi szállítóeszköz) rövidítése, mely egy a Csillagok háborúja című amerikai film egyik kitalált gépjárműve. Neve ellenére nem igazán szállítójármű, hanem egy kisméretű, zárt utasterű harci gép, amely megkönnyíti a pilóta mozgását. Megjelenésében, nagyságában és funkciójában egy kétlábú hátasállathoz hasonlít. Főleg járőr- és felderítő feladatokra alkalmas.

## Jellemzése
- Magasság: ~3m
- Helyzet: kétlábú, félig kuporodott vagy felegyenesedett állású
- Mozgékonyság: gyors: 60 km/h, navigáció 45°-os hajlékonyság
- Páncélzat: könnyű páncélzat
- Fegyverzet: 1 darab iker lézerágyú • sokk-gránátvető

Sebessége jóval kisebb volt, mint a felszíni járőrözésre szintén használható siklómotoroké és terepsiklóké. Szerepet főleg olyan hadszíntereken kapott, ahol a repulzoros meghajtás nem működött (pl. helyi gravitációs anomáliák miatt), vagy pedig épp a nagy sebesség miatt volt hátrányos (pl. az Utapau szakadékaiban).
Az AT-PT-t fegyverei és más jellemzői nem tették elég erőssé más gépjárművek elleni harcra. Főleg gyalogság ellen volt eredményesen bevethető.
A kezelő egy AT-PT-ben meg tudta nézni az energia szintet és a páncélzat állapotát. A lépegetőt egy közönséges katona is tudta használni az egyszerű kezelhetőségnek köszönhetően. Emellett nagy segítséget és védelmet nyújtott gyorsasága. Az AT-PT megadja a lehetőséget, hogy a katona hatékonyan fel tudjon lépni egy egész ellenséges brigáddal szemben. Egy csoport AT-PT nagyobb előnyt jelent, mint egy gyalogos katonai osztag. Az AT-PT jóval gyorsabb, és stabilabb, mint egy AT-ST, és jobb mint más „kezdetleges” lépegető. Természetesen változtatni tudja a pozícióját, le tud menni fél-kuporodott helyzetbe, valamint nehéz körülmények között is fel tud egyenesedni. A kezelő belépését a lépegető oldalán levő vályú alakú felfüggesztés segíti. Az elülső kilátó nyílás a pilótafülkéből, arányosan nagyobb, mint más katonai lépegetőknél. Az AT-PT-t úgy tervezték, hogy könnyedén tudjon gázolni salakos vagy bármilyen más terepen.

## Története
A klónháborúk alatt fejlesztették ki. A klónháborúkban használták a köztársaságiak, de a nála valamivel fejlettebb, jóval gyorsabb és nagyobb tűzerejű AT-RT hamar elkezdte kiszorítani a reguláris használatból. A Felkelés kirobbanása idejében a hadszíntereken már csak alkalomszerűen használták, és akkor sem túl nagy eredménnyel. Elsősorban objektumok őrzésére, járőrözésre vált be.

## Lásd még
- AT-AT
- AT-XT
- AT-RT